# Un giorno qualunque
Un giorno qualunque è un singolo del gruppo musicale italiano Finley, pubblicato il 23 novembre 2012 come secondo estratto dal secondo EP Sempre solo noi.
A dicembre 2013, una loro versione intitolata Kiss Kiss Natale è stata cantata dagli speaker di Radio Kiss Kiss, inclusi gli stessi Finley, in occasione delle feste natalizie.

## Video musicale
Il 7 dicembre 2012 il gruppo ha reso disponibile un lyric video del brano attraverso il proprio canale YouTube. Il 24 dello stesso mese è stato invece presentato quello ufficiale.

## Tracce
1. Un giorno qualunque – 3:21

## Formazione
- Marco "Pedro" Pedretti – voce
- Carmine "Ka" Ruggiero – chitarra, voce
- Ivan Moro – basso
- Danilo "Dani" Calvio – batteria, voce